# Trichomycterus travassosi
Trichomycterus travassosi es una especie de peces de la familia Trichomycteridae en el orden de los Siluriformes.

## Distribución geográfica
Se encuentran en Sudamérica.